# 萬壽臺海外開發會社
萬壽臺海外開發會社（朝鲜语：／）是朝鮮藝術創作會社萬壽臺創作社的海外事業部門，負責對外創作和出口藝術產品。目前已經為非洲國家建造了數十座紀念碑和紀念雕塑，代表作品有塞內加爾的非洲復興紀念碑等。